# 中島大水道
中島大水道（なかじまだいすいどう）は、現在の大阪府大阪市北部にあった排水路（悪水路）。現在の東淀川区・淀川区・西淀川区を流れていた。全長9.5km(開削時)、幅平均22m。1678年（延宝6）完成。神崎川と中津川の間の地域の排水を目的として開削された。

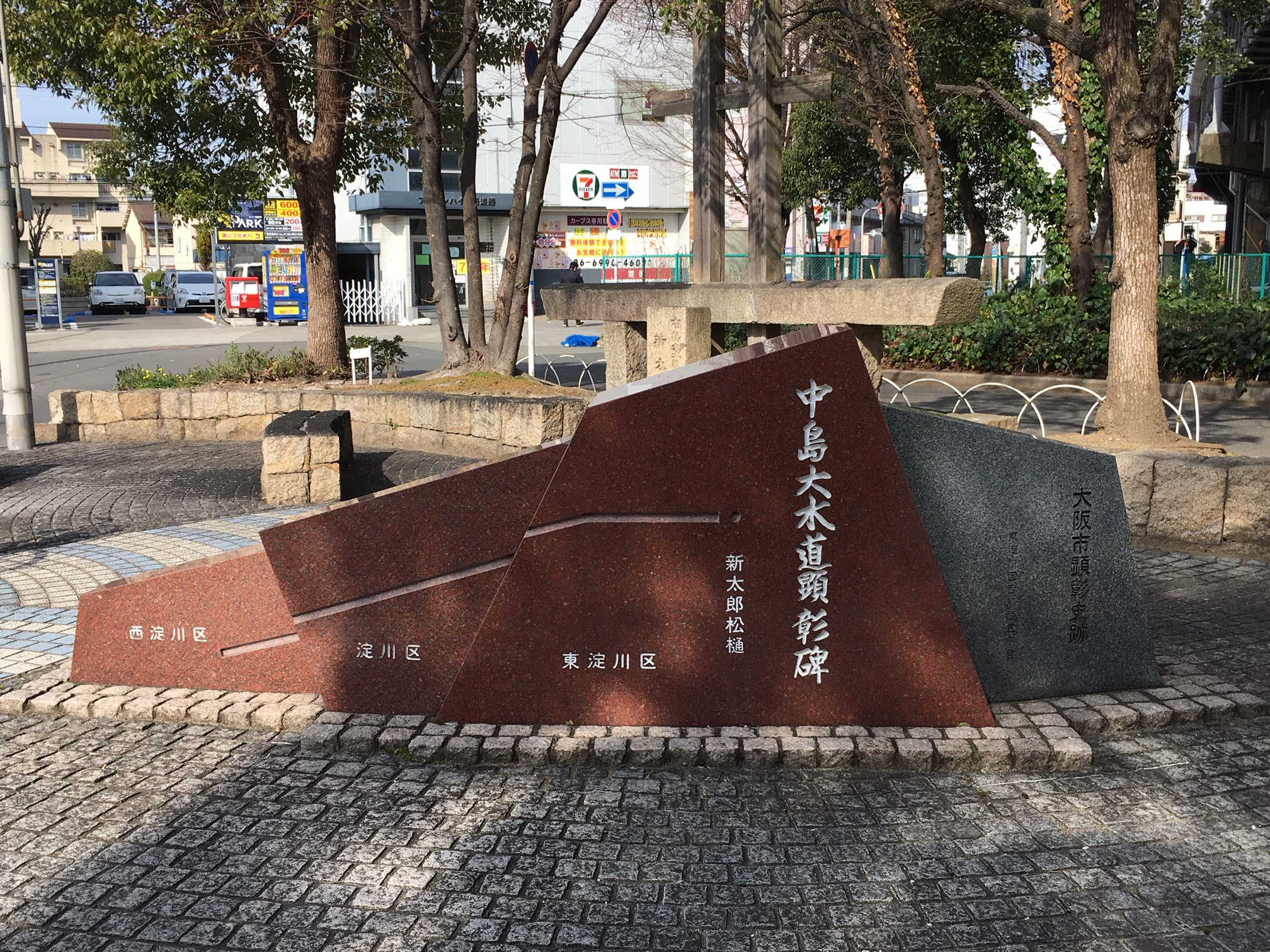
中島大水道顕彰碑

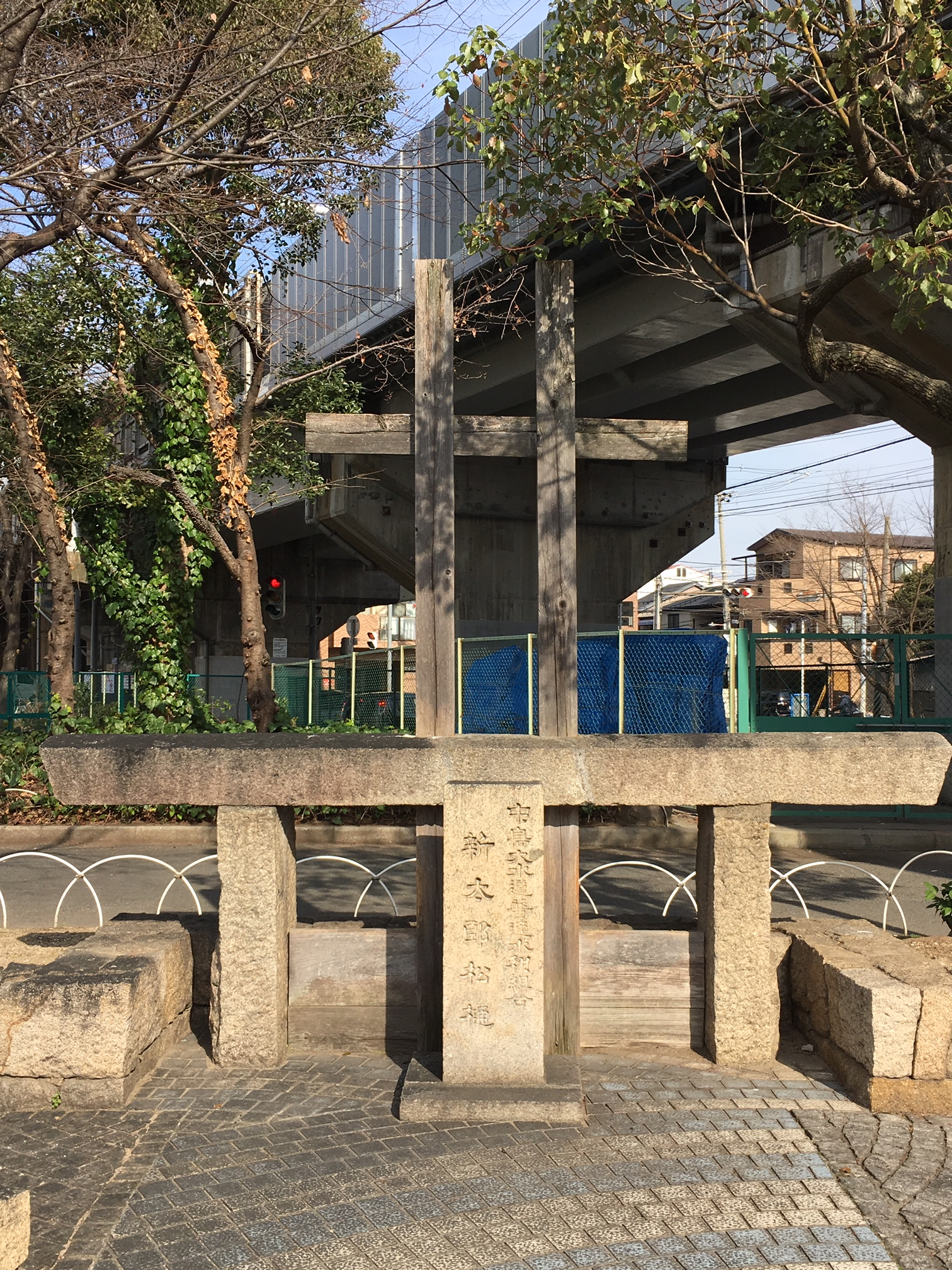
新太郎松樋の碑

## 概要
北中島(現東淀川区・淀川区・西淀川区)の上中島と下中島の間が低湿地のため、洪水や滞流水といった「悪水」を排水しようと北中島計22ヶ村により開削された
- 上中島－新家村・三番村・天王寺庄・橋寺村・西大道村・北大道村・南大道村・大道新家村・新庄村の計9ヶ村
- 下中島－13ヶ村
- 惣代（リーダー）：大道村・澤田久左衛門、新家村・一柳太郎兵衛、山口村・西尾六右衛門[4]（完成後自害したとの伝説あり[2][5]）

大阪市内における現 西淀川区・淀川区・東淀川区の位置

現 西淀川区
現 淀川区
現 東淀川区

## 歴史
- 延宝初年(1673) 計画書作成、請願
- 延宝4年(1676) 百姓代表出府陳情
- 延宝4年秋 幕府は京都郡代に命じて実地検分に2名派遣するも困難と復命される[6]
- 百姓側は初め「公儀普請」で請願するが、それが困難ならば「地頭普請」（領主等が負担）により実施を請願する[3]
- しかし、延宝5年春　最終的に「百姓普請」ならばと許可され、しいて幕府の補助を請願すれば「百姓普請」すら取り消すと言い渡される[7]
- 百姓側にとって悪水排水は猶予ならず、受け入れる
- 延宝6年(1678)3月11日着工、『東淀川区史』によれば約28日で竣工させた[2]（『西成郡史』によれば約50日[8]）
- 事前に用水敷地の補償や工事の責任（費用）分担、その後の管理方法まで各村間で約定し請願していためきわめて短期間で竣工[3]

- 明治43年度（明治44年）、淀川改良工事によって新淀川が開削され[9]その役割を終える

## 流路[10][11]
- 新太郎松樋（現在の大阪市東淀川区淡路村、現在の東淀川区淡路）
  - モニュメントとして保存されており、付近に中島大水道顕彰碑が建てられている。
  - 新太郎松樋から新大阪駅付近までの跡地が東海道新幹線の用地として使われている。
- 東宮原村（現在の東淀川区西淡路）
- 南宮原村（現在の淀川区宮原、新大阪駅付近）
- 西村（現在の淀川区西中島）
- 野中村（現在の淀川区三国本町）
  - 十三バイパスの用地として使われている。
- 堀村（現在の淀川区十三本町）
- 今里村（現在の淀川区十三元今里）
- 八丁堤（現在の西淀川区歌島、八丁交差点付近）
  - この先、跡地は大野川緑陰道路、その他の道路になっている。
- 野里村（現在の西淀川区野里）
  - 大野川緑陰道路に中島大水道跡碑がある。
- 稗島村（現在の西淀川区姫島）
- 福村（現在の西淀川区福）
  - 終点の福村吐口樋は、明治期の淀川改良工事で開削された、新淀川の流路となっている。

## 費用について[12]
- 中島大水道は農民普請であった為、工事に係わる費用（水道工事費、水道敷地代、水道や新設橋の維持管理費等）全てを農民が負担することが条件であった。
- 工事には、約銀118貫、金換算で約2千両の大部分を地域農民が負担した。
- 水道中流部分は、既存の水路を利用したり、町の工事業者の請負もあったが、上流部分・下流部分においては新規開削工事であり、22カ村の農民の労力負担は非常に大きかった。

## 水道の維持管理[12]
- 費用の全額を農民が負担する条件であったが、実際は大部分の費用を私領の領主が負担していた。そのなかでも有名なのが、京都所司代戸田忠昌である。天和2年（1682）、それまで農民に協力的であった戸田氏が老中になり転封され、その所領が幕府領に編入となった。幕府領では農民負担の原則を貫いた為、22カ村の農民にとって水道の維持管理費用は大きな負担となった。